# Amkor Technology
Amkor Technology, Inc. ist ein US-amerikanischer Elektronikhersteller, welcher sich auf die Herstellung von Chipgehäusen und automatischen Testequipment für die Halbleitertechnik spezialisiert hat. Das in der NASDAQ gelistete Unternehmen zählt im Bereich Packaging, d. h. dem Verpacken von sogenannten Dies in Chipgehäuse, als Marktführer.
2005 wurde der Unternehmenssitz von West Chester im US-Bundesstaat Pennsylvania nach Chandler in Arizona verlegt. Seit April 2015 befindet er sich in Tempe. Die wesentlichen Produktionsstätten liegen in der Volksrepublik China, Japan, Südkorea, Philippinen, Singapur, Porto in Portugal und Taiwan. Weltweit beschäftigte das Unternehmen im Jahr 2009 über im 18.000 Personen und erzielte einen Jahresumsatz von ca. 1,2 Milliarden US-Dollar, im Jahr 2004 betrug der Umsatz 1,9 Milliarden US-Dollar bei knapp über 20.000 Angestellten.
Eine Innovation des Unternehmens war die Entwicklung des Chipgehäuses Quad Flat No Leads Package (QFN) unter dem Handelsnamen Micro Lead Frame (MLF) und der Etablierung der Norm JEDEC MO-220. Dieses Chipgehäuse findet wegen seiner kompakten Bauform unter anderem bei mobilen elektronischen Geräten wie Mobiltelefonen Anwendung.